# Norvaline
La norvaline est l'isomère linéaire de la valine. Il s'agit d'un acide α-aminé non protéinogène dont il existe deux énantiomères : la L-norvaline qui est l'énantiomère S et la D-norvaline qui est l'énantiomère R. Elle peut être incorporée à la place de la leucine dans l'hémoglobine exprimée par Escherichia coli à partir d'ADN recombinant humain.
La norvaline, un produit secondaire de la voie de biosynthèse de la leucine. 